# Klein Rheide
Klein Rheide (tiếng Đan Mạch: Lille Rejde) là một đô thị thuộc huyện Schleswig-Flensburg, trong bang Schleswig-Holstein, nước Đức. Đô thị Klein Rheide có diện tích 12,82 km², dân số thời điểm 31 tháng 12 năm 2006 là 336 người.